# Pontassieve
Pontassieve je italská obec v provincii Firenze v oblasti Toskánsko.
V roce 2012 zde žilo 20 473 obyvatel.

## Sousední obce
Bagno a Ripoli, Borgo San Lorenzo, Dicomano, Fiesole, Pelago, Rignano sull'Arno, Rufina, Vicchio

## Vývoj počtu obyvatel
Zdroj: 